# П'юрко Теодор Іванович
о. Теодо́р-Богдан Іванович П'ю́рко (псевдонім — Білокерницький, підписувався також — Бѣлокерницкій Богданъ, Пюрко Богданъ, Пюрко Б.; 15 лютого 1847, Білокриниця — 28 жовтня 1906, Львів) — релігійний і культурно-освітній діяч, письменник і журналіст, греко-католицький крилошанин у Львові. Член товариства «Просвіта» і Наукового Товариства імені Шевченка.

## Життєпис

### Походження і навчання
Народився в Білокриниці в сім'ї коваля Івана П'юрка. Мав молодшого брата Пантелеймона, який після студій у Львівському університеті став суддею на бойківському пограниччі.
Теодор початкову освіту (три класи) здобув у рідному селі, а четвертий рік завершив у німецькій школі отців Василіян у Бучачі, де рідний брат його діда о. Аполінарій Прачковський був учителем. В 1860—1864 роках продовжив навчання у Бучацькій нижчій гімназії при василіянському монастирі. Вищі гімназійні студії довершував у Бережанській гімназії (1864—1868). У Бережанах П'юрко захопився поезією — саме на цей період припадають його перші літературні спроби і перші публікації в часописі «Голосъ Народный», який видавався в Коломиї. Зокрема, чи не перший на Прикарпатті вірш, присвячений Тарасові Шевченкові з нагоди п'ятої річниці від його смерті під назвою «Береза на могилѣ Тараса Шевченка» Теодор П'юрко помістив у цьому виданні в 10-му номері за 1866 рік під псевдонімом Богданъ Бѣлокерницкій.
Разом із Сильвестром Лепким, Левом Джулинським, Олександром Огоновським та іншими брав якнайдіяльнішу участь у Бережанській «Громаді» та молодіжних культурно-освітніх заходах міста.
В 1868—1872 роках Теодор П'юрко навчався в Греко-Католицькій центральній семінарії у Відні і у Віденському університеті, де окрім богословського відвідував інші факультети, в тому числі і медичний. Відомий славіст професор університету Франьо Міклошич заохотив Теодора до дослідження української мови і літератури, перекладів з німецької. Тоді П'юрко написав свій правописний проєкт, уклав мапу мовних діалектів, працював над словником української мови.
Після закінчення навчання у Відні (1872) повернувся до Львова, де йому було доручене редагування часопису «Правда». Листувався з Михайлом Драгомановим, Іваном Нечуй-Левицьким, Мелітоном Бучинським та іншими відомими діячами.

### Священиче служіння
28 серпня 1873 року одружився з Марією Рудницькою (*1854), дочкою декана Поморян і того ж року був висвячений на священика. Наступного року в подружжя народився син Михайло, а через півроку (20 грудня 1874) о. Теодор став вдівцем.
Від 1873 року працював на посаді вчителя української мови у Львівській державній гімназії, а з 1874 ― префектом Львівської духовної семінарії. 1876 року видав власним коштом своє оповідання «Спочатку Мізерівка, потім Гараздівка» і передав увесь наклад «Просвіті».
1877 року о. П'юрко призначений сотрудником парафії при церкві святої Варвари у Відні, а 1888 ― духівником Віденської греко-католицької семінарії і виконував цей обов'язок аж до її закриття в 1893 році. Уклав підручник релігії для 7-го класу гімназії, за що отримав титул радника Львівської митрополичої консисторії з крилошанськими відзнаками і дійсного радника Станіславівської консисторії. У 1895 році перебрався до Львова і протягом 1896―1897 років виконував обов'язки пароха Львівської Святоюрської парафії. З посадою пароха отримав титул греміального крилошанина Львівської капітули, посади радника і референта митрополичої консисторії, члена просинодальної іспитової комісії, радника єпископської Станіславівської консисторії.
Відійшовши від душпастирської праці, о. Теодор П'юрко зосередився на виконанні адміністративних обов'язків у рамках церковної ієрархії. Брав участь у підготовці святкування 300-ліття Берестейської унії, виголосив промови від імені вищого духовенства, став одним із засновників партій і товариств католицького спрямування. У цей період багато працював над дослідженням духовної літератури, редагував, видав власні проповіді і статті на релігійну й етичну тематику. Останньою його роботою була участь у комітеті з організації паломництва на Святу Землю (5-28 вересня 1906), яке очолював митрополит Андрей Шептицький, але вирушити в далеку подорож він уже не зважився.

### Характеристика діяльності
За політичними переконаннями о. П'юрко був українофілом, входив до товариств «Просвіта», Наукового Товариства імені Шевченка, хоча не займав активних політичних позицій. Зі станових товариств належав до Товариства св. Ап. Павла.

### Смерть
Помер 28 жовтня 1906 року на 60-му році життя і був похований у гробниці галицьких митрополитів і крилошан на Личаківському цвинтарі у Львові.

## Літературна праця
Перші літературні твори (поезії) опублікував у «Голосі Народному» і календарі «Дністрянка». В 1872 році редагував часопис «Правда». Дописував до часописів «Руський Сіон», «Мир», «Основа», «Душпастир», «Богословський вісник», «Записки НТШ», «Нива».

### Твори[9]

#### Поезії
- Бѣлокерницкій Богданъ. Береза на могилѣ Тараса Шевченка // Голосъ Народный. ― 1866. ― ч. 10
- Бѣлокерницкій Богданъ. До сестеръ Русинокъ // Голосъ Народный. ― 1866. ― ч. 14
- Бѣлокерницкій Богданъ. Думка про паденіє козачества. Изъ оустъ народа подôльского // Голосъ Народный. ― 1866. ― ч. 18
- Бѣлокерницкій Богданъ. При мѣсяцю // Голосъ Народный. ― 1867. ― ч. 2
- Бѣлокерницкій Богданъ. Одарка // Голосъ Народный. ― 1867. ― ч. 3, 4
- Бѣлокерницкій Богданъ. Молодый философъ. Съ Геллерта // Голосъ Народный. ― 1867. ― ч. 17.
- Бѣлокерницкій Богданъ. Возворотъ Игоря и радôсть Руси. Кусникъ изъ: слова о полку Игоря // Голосъ Народный. ― 1867. ― ч. 23.
- Бѣлокерницкій. Молодôй Руси. Урынокъ // Днѣстрянка. Альманахъ съ календаромъ на рôкъ звычайный 1877. ― С. 32-33
- Пюрко. Сподѣванка За Шиллеромъ // Днѣстрянка. Альманахъ съ календаромъ на рôкъ звычайный 1877. ― С. 50-51
- Пюрко Богданъ. О витайте мили гостѣ [стихъ] // Рускій Сіонъ. ― 1884. ― ч. 11

#### Церковно-релігійна тематика та інші твори
- Бѣлокерницкій Б. Taras Grigoriewicz Schewczenko, ein kleinrussischer Dichter, v. J. G. Obrist [рецензія] // Основа. ― 1872. ― ч. 14, 15
- Пюрко Б. Граматика руского языка Дра Осадци // Правда. ― 1876. ― ч. 24
- Пюрко Б. Слово о Пълку Игоревѣ Дра Ом. Огоновского // Правда. ― 1876. ― ч. 20, 21
- Пюрко Б. Церков і вік девятнайцятий: Пастирскоє посланіє Кардинала-Єпископа Іоахима Печі, теперішнього Папи Леона ХІІІ // Рускій Сіон. ― 1879. ― т. 9. ― ч. 1. ― С. 15-17; ч. 2. ― С. 38-41; ч. 3. ― С. 87-93; ч. 4. ― С. 105—110; ч. 6. ― С. 164—166
- Пюрко Богданъ. Въ справѣ школныхъ книжокъ Дра Переша // Рускій Сіонъ. ― 1880. ― ч. 2
- Пюрко Богданъ. Новости въ богословскôй нашôй литературѣ. Письма Дра Юліяна Пелеша // Рускій Сіонъ. ― 1880. ― ч. 8, 9, 10, 13-15, 17-18
- Пюрко Б. Гамбета // Рускій Сіон. ― 1883. ― т. 11. ― ч. 1. ― С. 25-26
- Пюрко Б. Крижовацька гр. к. Дієцезія і єї новоіменований Епископ Преосв. Ілія Гранилович // Рускій Сіон. ― 1883. ― т. 11. ― ч. 3. ― С. 79-85
- Пюрко Б. Церков і культура або цивілізація // Рускій Сіон. ― 1883. ― т. 11. ― ч. 13. ― С. 409—412; ч. 14. ― С. 443—447; ч. 15. ― С. 473—477; ч. 16. ― С. 504—508; ч. 17. ― С. 537—539; ч. 18. ― С. 569—571; ч. 19. ― С. 600—602; ч. 20. ― С. 632—636; ч. 21. ― С. 663—666
- Пюрко Богданъ. Учебникъ христіяньско-католицкой етики…, рецензує авторъ самъ // Миръ.  ― 1885. ―ч. 101, 102, 107, 108—118
- Пюрко Богданъ. Учебник христіяньско-католицкой Етики для висшихъ клясъ середныхъ шкôлъ. Посля Д-ра А. Ваплера переложивъ на рускій языкъ Богдан Пюрко, духовникъ руской семинаріѣ в Вѣдни. У Львоѣ. Накладомъ фонду краєвого. З друкарнѣ Товариства имени Шевченка. ― 1885.  ― С. VIII+264+1
- Пюрко Б. Засади доброго душпастиря (Після листів о. Лібермана (D. Ideal der Priestertum. Paderborn, 1893) // Душпастир. ― 1897. ― т. 11. ― ч. 2. ― С. 33-36; ч. 3. ― С. 54-58; ч. 4. ― С. 78-81; ч. 5. ― С. 100—105
- Пюрко Б. Душпастирство: Обовязки к духовним нашим Настоятелям // Душпастир. ― 1897. ― т. 11. ― ч. 8. ― С. 178—185
- Богдан Пюрко. «Тевло». Етимольоґічна розвідка // Записки НТШ. ― 1897. ― т. XVII. ― вип. 3. ― Miscellanea. ― C. 1-4
- Пюрко. Памяти покійного Кардинала Сильвестра Сембратовича // Душпастир. ― 1898. ― т. 12. ― ч. 13-14. ― С. 306—316
- Пюрко Б. Задача христіяньскої демократії в світлі енцикліки «Graves de communi» // Богословський вісник. ― 1901. ― т. 2. ― ч. 3. ― С. 157—163

#### Проповіді
- Пюрко Б. Проповідь в другій день Зелених Свят // Рускій Сіон. ― 1878. ― т. 8. ― ч. 11. ― С. 333—338
- Пюрко Б. Проповідь на Неділю Фомину // Рускій Сіон. ― 1878. ― т. 8. ― ч. 10. ― С. 300—306
- Пюрко Б. Із Страсних Проповідей // Рускій Сіон. ― 1879. ― т. 9. ― ч. 5. ― С. 134—142; ч. 6. ― С. 166—172
- Пюрко Б. Проповідь Страстна // Рускій Сіон. ― 1880. ― т. 10. ― ч. 8. ― С. 237—243
- Пюрко Б. Проповідь в день Покрова Пр. Богородицї і двісталїтного ювілея св. Унії: р. 1900 виголошена а Архикатедр. храмі св. Георгія // Нива. ― 1904. ― т. 1. ― ч. 1. ― С. 1-8.
- Пюрко Б. Наука на празник св. о. нашого Николая: Образ св. Николая // Нива. ― 1904. ― т. 1. ― ч. 17. ― С. 447—454